# Saint-Mard-de-Vaux
Saint-Mard-de-Vaux (sɛ̃ maʁ də vo) – miejscowość i gmina we Francji, w regionie Burgundia-Franche-Comté, w departamencie Saona i Loara.
Według danych na rok 1990 gminę zamieszkiwało 256 osób, a gęstość zaludnienia wynosiła 39 osób/km² (wśród 2044 gmin Burgundii Saint-Mard-de-Vaux plasuje się na 657. miejscu pod względem liczby ludności, natomiast pod względem powierzchni na miejscu 1141.).